# Ischnoptera amazonica
Ischnoptera amazonica es una especie de cucaracha del género Ischnoptera, familia Ectobiidae. Fue descrita científicamente por Rehn en 1916.
Habita en Brasil y Perú.